# کم لویل
شهر کم لویل (به فرانسوی: Combs-la-Ville) در شهرستان سنه مرن در ناحیه ایل-دو-فرانس با جمعیت ۲۱٬۶۰۳ نفر در کشور فرانسه واقع شده‌است